# 비오리카 비스코폴레아누
비오리카 비스코폴레아누(루마니아어: Viorica Viscopoleanu, 1939년 8월 8일 ~ )는 루마니아의 육상 선수로 주로 멀리뛰기에서 활약했다.
그녀는 우크라이나 부디네트에서 태어났다.
비스코폴레아누는 1968년 멕시코시티 하계 올림픽 여자 멀리뛰기 종목에 참가했다. 그녀는 이전 올림픽에서 메리 랜드가 세운 세계 기록을 깼고 6.82m의 점프와 함께 금메달을 획득했다.